# Tail to Nose
Tail to Nose: Great Championship, noto in Giappone come Super Formula: Chijō Saisoku no Battle, è un videogioco di guida sviluppato e pubblicato nel 1989 dalla V-System.
Caratterizzato dalla grande giocabilità e dalla visuale dall'alto con monitor verticale, Tail to Nose si è distinto come uno dei primissimi videogiochi arcade inerenti alla Formula 1 con scuderie, piloti, circuiti e sponsor ispirati da quelli reali, in questo caso dal campionato 1988, sebbene nel gioco appaiono con nomi storpiati per la mancata acquisizione dei diritti da parte della Video System; i piloti sono comunque riconoscibili nelle rappresentazioni grafiche dei loro volti.
Il titolo Tail to Nose è il primo prodotto della fortunata serie F-1 Grand Prix, il cui secondo gioco dà il nome all'intera saga di videogiochi di Formula 1.
Il titolo originale può essere tradotto come "Super Formula - La battaglia dei più veloci sul suolo", mentre il titolo occidentale significa "testacoda".

## Modalità di gioco
Il gioco è innanzitutto caratterizzato dalla visuale dall'alto e dallo schermo predisposto per lo scorrimento verticale.
Si utilizzano due pulsanti e il controllo direzionale per manovrare la propria monoposto: con il joystick si sterzano le ruote anteriori a sinistra e a destra, con il primo pulsante se si è in movimento si frena mentre se si parte da fermi si attiva la retromarcia, con il secondo pulsante si accelera.
Le marce vengono avvertite dal rumore del motore del veicolo ma di fatto sono automatiche; in basso a destra è visualizzato un tachimetro digitale oppure un contagiri a seconda se si sta guidando un veicolo 1500cc turbo oppure un 3500cc aspirato.
Ad inizio gioco si ha la possibilità di scegliere un pilota tra dodici di sei differenti scuderie; le scuderie sono suddivise tra quelle con vetture 1500cc turbo (Lotos, McLarun e Ferreri) e quelle con vetture 3500cc aspirato (Willarms, Benetten e Marci) e sono selezionabili muovendo il joystick, mentre premendo il primo pulsante si decide il pilota da utilizzare.
Successivamente il giocatore dovrà scegliere che tipo di partita fare, ovvero se correre su un solo circuito per quattro giri (scelta tra Silverstone, Suzuka e Detroit) o se partecipare al Mondiale (due giri per ciascuno dei circuiti precedentemente menzionati più quattro giri sul Circuito di Montecarlo).
Ogni Gran Premio inizia con un giro di qualificazione, nel quale non c'è un limite di tempo ma si deve cercare di far registrare il miglior tempo possibile; generalmente il giocatore si qualifica con un tempo sotto i 50 secondi; durante le qualificazioni l'auto del giocatore non subisce danni.
Una volta qualificati si gareggia nel Gran Premio vero e proprio, e in base al risultato delle qualificazioni si viene posizionati sulla griglia di partenza assieme agli altri venticinque concorrenti; escludendo la posizione raggiunta dal giocatore, i rimanenti primi undici posti sulla griglia sono sempre coperti dai piloti non selezionati ad inizio gioco, a indicare il fatto che le sei scuderie selezionabili sono le più forti del gioco.
Durante il GP c'è un tempo limite per terminare ogni giro, nonché la possibilità di danneggiare la propria monoposto con gli scontri, con tanto di sagoma del veicolo in basso a sinistra a rappresentare i danni subiti: la parte dell'auto si colora di giallo, arancione o rosso a seconda della gravità del danno. È possibile riparare i danni fermandosi al pit stop e spendendo ulteriore tempo.
Dal secondo giro in poi il gioco si fa sempre più difficile per il fatto che sarà necessario evitare i doppiati del giro precedente, che rappresentano dei veri e propri ostacoli sul circuito.

### Scuderie e piloti

#### Selezionabili
- Lotos Homda (Lotus Honda, sponsor principale Camel)

 2 -  S. Nakaji (Satoru Nakajima)
 1 -  N. Poquet (Nelson Piquet)
- McLarun Homda (McLaren Honda, sponsor principale Marlboro)

11 -  A. Prist (Alain Prost)
12 -  A. Seena (Ayrton Senna)
- Ferreri (Ferrari)

28 -  G. Burger (Gerhard Berger)
27 -  M. Albert (Michele Alboreto)
- Willarms Jadd (Williams Judd, sponsor principale Canon)

 5 -  N. Manuel (Nigel Mansell)
 6 -  R. Patric (Riccardo Patrese)
- Benetten Foad (Benetton Ford)

20 -  T. Boozen (Thierry Boutsen)
19 -  A. Nanine (Alessandro Nannini)
- Marci Jadd (March Judd, sponsor principale Leyton House)

16 -  I. Capela (Ivan Capelli)
15 -  M. Gugmin (Maurício Gugelmin)

#### Altri piloti
- 3 -  J. Palmen (Jonathan Palmer, Tyrrell)
- 4 -  J. Barley (Julian Bailey, Tyrrell)
- 9 -  P. Ginzan (Piercarlo Ghinzani, Zakspeed)
- 10 -  B. Snider (Bernd Schneider, Zakspeed)
- 17 -  D. Wavick (Derek Warwick, Arrows)
- 18 -  E. Cheer (Eddie Cheever, Arrows)
- 23 -  P. Martea (Pierluigi Martini, Minardi)
- 24 -  L. Sola (Luis Pérez-Sala, Minardi)
- 25 -  R. Arneut (René Arnoux, Ligier)
- 26 -  S. Jonson (Stefan Johansson, Ligier)
- 29 -  A. Susuki (Aguri Suzuki, Larrousse)
- 30 -  P. Arliot (Philippe Alliot, Larrousse)
- 32 -  O. Lauren (Oscar Larrauri, EuroBrun)
- 33 -  S. Modela (Stefano Modena, EuroBrun)

### Circuiti
- Silverstone
- Suzuka
- Detroit
- Montecarlo

### Sponsor
Nel gioco sono presenti i loghi di note aziende che nel 1988 parteciparono alla sponsorizzazione del Campionato Mondiale di Formula 1, opportunamente modificati per non violare le leggi sullo sfruttamento d'immagine.
Tra questi si possono riconoscere nel gioco: Canon, Barclays, Leyton House, Camel, Esso, Elf, Marlboro, Shell, Goodyear, Agip, Longines, Mobil, Coca Cola, Pirelli.

## Serie
- Tail to Nose (1989)
- F-1 Grand Prix (1991)
- F-1 Grand Prix Part II (1992)
- F-1 Grand Prix Part III (1994)
- SD F-1 Grand Prix (1995)
- F-1 World Grand Prix (1998)
- F-1 World Grand Prix II (2000)